# Nauczycielskie Kolegium Języków Obcych w Kaliszu
Nauczycielskie Kolegium Języków Obcych w Kaliszu (NKJO w Kaliszu) – nauczycielskie kolegium języków obcych działające w Kaliszu w latach 1990–2015.
Kolegium kształciło w systemie 3-letnich studiów stacjonarnych i niestacjonarnych nauczycieli języka angielskiego, niemieckiego i rosyjskiego; opiekę naukowo-dydaktyczną sprawował Uniwersytet im. Adama Mickiewicza w Poznaniu i Uniwersytet Wrocławski.
Księgozbiór biblioteki kolegium (ponad 20 tys. woluminów) przejęła Książnica Pedagogiczna im. Alfonsa Parczewskiego w Kaliszu.